# Ólafur Olavius
Ólafur Ólafsson Olavius, född omkring 1741, död 10 september 1788, var en isländsk författare, folkbildare, upplysningsman och naturforskare.

## Levnad
Ólafur föddes på gården Eyri vid Seyðisfjörður i Västfjordarna på nordvästra Island. Han fick sin grundutbildning i skolan vid Skálholt, varefter han påbörjade medicinstudier hos ”riksläkaren” (landlæknir) Bjarni Pálsson, 1762. Han inskrevs vid Köpenhamns universitet 1765, där han läste teologi och naturvetenskap. Efter fullgjord examen (baccalaureus) knöts han till det nybildade danska Landhusholdningsselskabet och utgav flera småskrifter, bland annat en liten bok om grönsaksodling på Island, Islendsk Urtagards Bok (”Isländsk örtagårdsbok”), 1770, om hur en trädgård bör utformas och vilka redskap som kan användas. Han intresserade sig också för den inhemska litteraturen och hans utgåva av Njáls saga, 1772, var för sin tid mycket betydelsefull. År 1773 grundade han, tillsammans med Bogi Benediktsson, ett boktryckeri på Hrappsey, vilket dock snart övergick i andra händer, då Ólafur själv oftast höll till i Danmark. Men detta var det första isländska boktryckeri som var helt oberoende av kyrkan.

### Resor genom norra Island
Ólafur är främst känd för sina resor i det nordliga Island åren 1775–1777 då han tre somrar i rad genomkorsade de norra kustlandskapen i syfte att kartlägga deras ekonomiska förutsättningar. Resultatet blev Oeconomisk Reise igiennem de nordvestlige, nordlige, og nordostlige Kanter af Island, tryckt 1780, där han grundligt, sýsla för sýsla, beskriver jordbruk, fiske och geografiska förhållanden. Allt som kan ha betydelse för näringsliv och för människors möjlighet att försörja sig själva intresserar honom: handel och sjöfart, ankarplatser, havets djur och växter, fångst och fångstmetoder, förekomst av drivtimmer och mycket annat. Ofta redovisar han även vilka ödegårdar som finns och ger historiska upplysningar om hur människor fordom har levt i dessa trakter. Boken fick stort genomslag när den kom och översattes också till tyska 1805.
Motsvarande förhållanden för det danska Skagen med omland behandlar han i sin utförliga  Oekonomisk-physisk Beskrivelse over Schagens Kiøbstæd og Sogn, 1787.
Efter sina isländska resor blev Ólafur Olavius kammarsekreterare och utnämndes 1779 till tullnär i Skagen. Han gifte sig 1783 och blev 1788 förflyttad till Mariager, där han dog senare samma år.
Ólafur Olavius var en av grundarna av ″Det isländska sällskapet för de lärda konsterna″ (Hið íslenska lærdómslistafélag), 1779, som var föregångare till ″Det isländska litteratursällskapet″ (Hið íslenska bókmenntafélag).